# Maraton w Kiszyniowie
Maraton w Kiszyniowie, Międzynarodowy Maraton w Kiszyniowie (rum. Maratonul Internațional Chișinău, ang. Chisinau International Marathon) – maratoński bieg uliczny rozgrywany co roku na ulicach Kiszyniowa, w Mołdawii. Pierwsza edycja maratonu w Kiszyniowie odbyła się 26 kwietnia 2015 roku.

## Lista zwycięzców
Lista zwycięzców maratonu w Kiszyniowie:
| Edycja | Data                | Zwycięzca wśród mężczyzn                       | Kraj                                           | Czas                                           | Zwyciężczyni wśród kobiet                      | Kraj                                           | Czas                                           |
| ------ | ------------------- | ---------------------------------------------- | ---------------------------------------------- | ---------------------------------------------- | ---------------------------------------------- | ---------------------------------------------- | ---------------------------------------------- |
|        | 2020                | Zawody przełożone z uwagi na pandemię COVID-19 | Zawody przełożone z uwagi na pandemię COVID-19 | Zawody przełożone z uwagi na pandemię COVID-19 | Zawody przełożone z uwagi na pandemię COVID-19 | Zawody przełożone z uwagi na pandemię COVID-19 | Zawody przełożone z uwagi na pandemię COVID-19 |
| 5.     | 29 września 2019    | Andrei Bogaci                                  | Mołdawia                                       | 2:32:21                                        | Zinaida Săcară                                 | Mołdawia                                       | 2:56:46                                        |
| 4.     | 30 września 2018    | Benjamin Serem                                 | Kenia                                          | 2:16:39                                        | Iryna Masnyk                                   | Ukraina                                        | 2:53:55                                        |
| 3.     | 1 października 2017 | Nicolai Gorbușco                               | Mołdawia                                       | 2:26:36                                        | Olesea Smovjenco                               | Mołdawia                                       | 2:48:35                                        |
| 2.     | 17 kwietnia 2016    | Vitalie Gheorghiță                             | Mołdawia                                       | 2:27:54                                        | Nadezhda Anfimova                              | Rosja                                          | 3:21:41                                        |
| 1.     | 26 kwietnia 2015    | Vitalie Gheorghiță                             | Mołdawia                                       | 2:42:11                                        | Alexandra Kirillova                            | Ukraina                                        | 3:33:50                                        |